# Phidippus cardinalis
Phidippus cardinalis är en spindelart som först beskrevs av Nicholas Marcellus Hentz 1845.  Phidippus cardinalis ingår i släktet Phidippus och familjen hoppspindlar. Inga underarter finns listade i Catalogue of Life.